# 仙石久道
仙石 久道（せんごく ひさみち）は、但馬国出石藩5代藩主。出石藩仙石家8代。

## 生涯
安永3年（1774年）5月12日、第4代藩主・仙石久行の長男として生まれる。久道は久行が正室と結婚する前に側室との間に生まれた庶長子であったため、はじめは世子として認められず、土岐姓を称していた。しかし久行と正室との間に嗣子が生まれなかったため、天明5年（1785年）に父が死去すると、仙石に復姓して家督を継いだ。
久道は藩政を家老の仙石久賢に任せて遊興に耽るなどした。そのため、文化5年（1808年）に久賢が死去すると藩政を見る者がいなくなり、文化8年（1811年）には江戸藩邸の類焼などによる再建による出費なども相次いで、文政2年（1819年）の時点では6万両に及ぶ借金を築いたといわれている。久道はそれより5年前の文化11年（1814年）9月20日、持病の癪気を理由にして、家督を長男の政美に譲って隠居する。そして出石に隠居所を建てて、なおも藩政に介入しようとしたが、これに反対する家臣団と対立することとなり、藩政のさらなる混乱を招いている。
文政7年（1824年）5月に政美が死去すると、十二男の久利を第7代藩主に擁立し、自らは幼少の久利の後見人として実権を握った。仙石騒動が表面化する直前の天保5年（1834年）9月4日に死去した。享年61。
久道の行状なども、仙石騒動を招いた遠因とされている。

## 系譜
- 父：仙石久行（1753-1785）
- 母：玉浄院 - 関根氏
- 正室：軽子 - 酒井忠恭の娘
  - 長男：仙石政美（1797-1824）
- 室：積善院 - 杉本氏
  - 十二男：仙石久利（1820-1897） - 仙石政美の養子

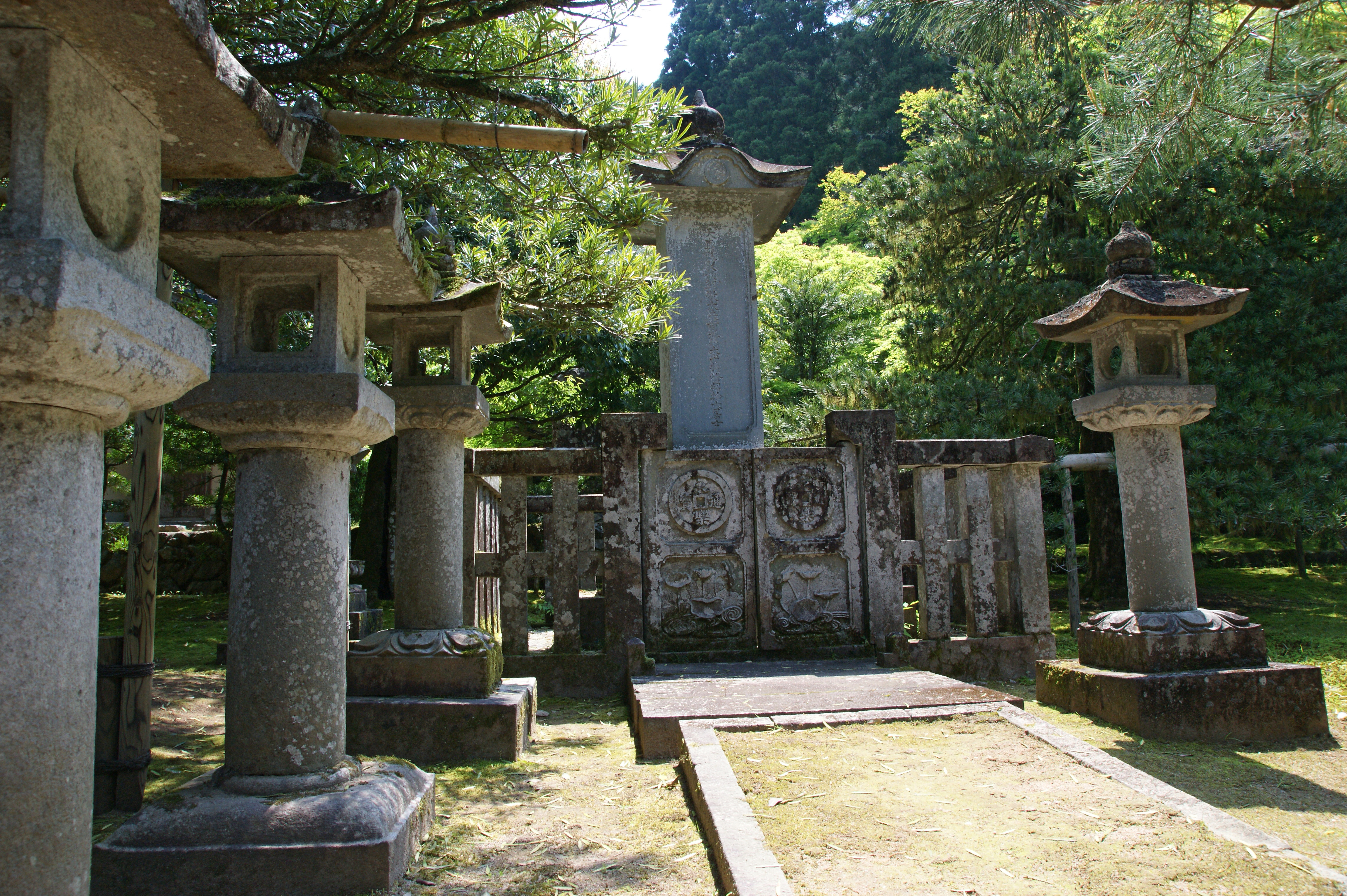
久道の墓所（宗鏡寺）

- 生母不明の子女
  - 四男：仙石久大 - 旗本仙石久貞の養子
  - 六男：土岐政賢
  - 女子：吉田良長室
  - 女子：四条隆生室
  - 女子：松平忠質正室
  - 女子：節子 - 三条西季知継室
  - 女子：六条有容室